# Клапан Тесли

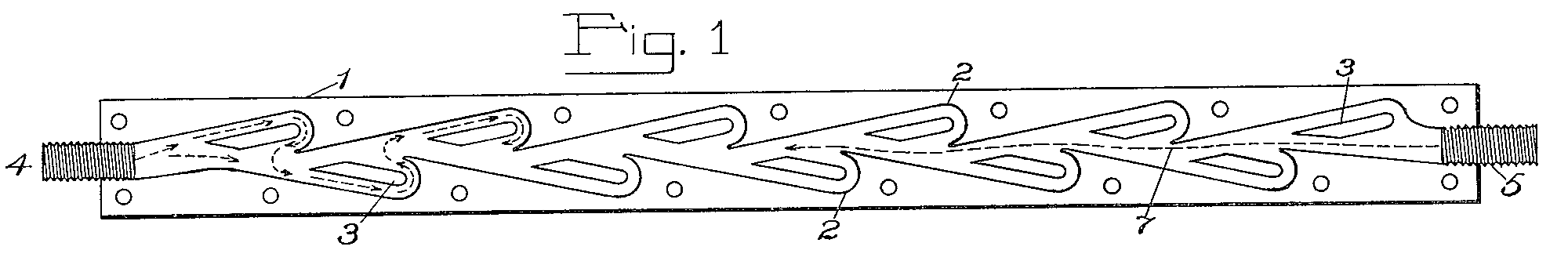
Поздовжній розріз клапана Тесли

Кла́пан Те́сли (англ. Tesla Valve) або кла́панний кана́л Те́сли (англ. Tesla's Valvular Conduit) — це різновид зворотного клапана, призначеного для пропускання потоку в одному напрямі, конструкція якого виконана без рухомих деталей. Суть клапана полягає в тому, що потік, який проходить через нього в одному напрямі розділяється на потоки, які спрямовуються різними шляхами і у різних напрямках, забезпечуючи взаємне гасіння їх кінетичної енергії, що обумовлює значне зростання активного опору клапана в цьому напрямі. Названий на честь Ніколи Тесли, який винайшов цей клапан у 1916 році.
Крім конструкції клапана ця ідея знайшла застосування в іншому пристрої — змішувачі, побудованому на ефекті Коанда.

## Будова
На рисунку схематично зображено клапан Тесли, який має корпус 1, групу порожнин 2, що мають певну форму, і розташованих одна навпроти одної з певним зміщенням, за допомогою яких, потік розвертається на кут 180°, групу стулок 3, що служать для розділення потоку. А також вхідний і вихідний штуцери 4,5, відповідно.

## Принцип роботи
Основна ідея цього пристрою полягає в розділенні потоку і перенаправленні однієї його частини назустріч іншій. Ефективний клапанний ефект цей пристрій може забезпечити лише в імпульсному режимі роботи. На малюнку пунктирними стрілками 7 показано, як проходитиме потік з різних сторін клапана. Очевидно, що коли потік проходить від штуцера 5 до штуцера 4, опір його рухові є мінімальним. Потік відхиляється не більше ніж на 10…12°. Але якщо потік рухається у зворотному напрямку, від 4 до 5 — опір зростає на декілька порядків, за рахунок раптових змін напряму і швидкості руху потоку. Чим різкіше зростає протитиск, тим кращим є клапанний ефект.

## Інтернет-ресурси
- Tesla Valve Explained With Fire на YouTube
- Tesla Valve | The complete physics на YouTube